# فرانسوا دو روژی
فرانسوا دو روژی (به فرانسوی: François de Rugy)، (متولد ۶ دسامبر ۱۹۷۳ در نانت) سیاستمدار و عضو مجمع ملی فرانسه است. او دپارتمان لوآر-آتلانتیک را در مجمع ملی کشورش نمایندگی می‌کند و در ابتدا به عنوان نمایندهٔ گروه دموکرات و چپِ جمهوریخواه؛ یک فراکسیون پارلمانی که شامل حزب سیاسی او اروپ اکولوژی – سبزها نیز می‌شود، به مجمع ملی راه یافت.
با انتخاب دوبارهٔ او در سال ۲۰۱۲، نام او به عنوان همتای رئیس گروه پارلمانی اروپ اکولوژی، در کنار نام باربارا پومپیلی، قرار گرفت.
در سال ۲۰۱۵، او از ائتلاف با اروپ اکولوژی – سبزها خارج شد تا حزب خود «اکولوژی» را تشکیل دهد؛ این حزب از سیاست‌های دولت فرانسوا اولاند پشتیبانی می‌کرد. در سال ۲۰۱۶، او در دور اول انتخابات رهبری حزب سوسیالیست شرکت کرد که در آن دور ۳٫۸۲٪ آرا را به دست آورد که بیش از نتیجه‌گیری‌های نظرسنجی‌ها بود. با آن که او وعده داده‌بود که از برندهٔ دور اول انتخابات رهبری پشتیبانی خواهد کرد در اواخر فوریه از امانوئل مکرون؛ به جای برنده اصلی دور اول بنوا آمون، حمایت کرد. و در پی آن، در انتخابات مجلس فرانسه (۲۰۱۷) این حمایت مورد بهره‌برداری ان مارش! قرارگرفت.
در ۲۷ ژوئن ۲۰۱۷، پس از آن که فرانسوا دو روژی از سوی گروه پارلمانی لا رپوبلیک آن مارش!؛ فراکسیون متشکل از ان مارش! و اروپ اکولوژی – سبزها، به عنوان نامزد ریاست مجمع ملی معرفی شد، او با ۳۵۳ رأی (از ۵۷۷ نماینده در مجمع ملی) به عنوان رئیس مجمع ملی برگزیده شد.